# 沙仑的玫瑰 (动画剧集)
《沙仑的玫瑰》（日语：シャロンの薔薇）是日本动画连续剧《机动战士高达 GQuuuuuuX》的第九集。作为日本动画工作室日升与凯乐的首次合作项目，本集于2025年6月4日凌晨在日本电视台首播。在这一集中，主人公天手让叶（玛秋）在被吉翁军俘虏的情况下受神秘人引导，搭乘GQuuuuuuX逃往地球，并在地球上见到了女子拉拉·辛。拉拉·辛告诉了玛秋有关自己与一个红衣吉翁军官以及驾驶白色机动战士的联邦军士兵的梦。在逃离拉拉·辛所在的卡巴斯庄园后，玛秋最终找到了“沙仑的玫瑰”。在结尾，夏里亚·布尔带队赶到回收了玛秋与沙仑的玫瑰。
本集剧本由榎户洋司主笔，导演鹤卷和哉将庵野秀明创作的部分内容也合并了进来形成最终的故事。
剧集播出后相关关键词包揽社交平台趋势榜前30名，还带动了角川书店旗下高达系列小说加印。多家媒体给予较高评分，普遍肯定本集通过玛秋视角揭示平行宇宙设定，即“沙仑的玫瑰”实为封存另一拉拉·辛的机动装甲。这一设定既延续原版角色内核，又创新了世界观。评论指出本集专注剧情推进，通过妓院邂逅、新人类能力展现及地理线索考据深化叙事，虽暂缺战斗场面但成功埋下夏里亚·布尔的密谋等伏笔。部分评论认为角色塑造存在工具化倾向，但对平行宇宙揭示与经典机甲创新呈现持积极态度，期待后续发展。

## 剧情
夏里亚·布尔审问天手让叶（玛秋）关于红色高达以及修司伊藤的下落，但玛秋表示修司在寻找玫瑰，对其他一无所知。。玛秋得到一位神秘人的帮助，驾驶GQuuuuuuX逃离“佐冬”号，夏里亚注意到这一情况并命令船员监视她的行动。天手让叶在门格洛尔附近迫降，并被带到一家妓院休养。玛秋从妓院女仆处得知有位女性正期待她的到来。这位女性自称拉拉·辛，并向玛秋分享了自己梦中的幻象：她爱上了一位身着红色制服、将她解救出来的吉翁军官，之后还目睹这名军官死于一名驾驶白色机动战士的联邦士兵之手，而她也同样爱着那名联邦士兵。天手邀请拉拉一同逃离妓院，但被拉拉拒绝了，因为她仍在等待那位吉翁军官，这让天手感到难过。天手飞往海中回收GQuuuuuuX的同时，却发现一台机动装甲，其驾驶舱内有一名昏迷的、与拉拉长相相似的女性，天手意识到这就是“沙仑的玫瑰”。此时夏里亚率领“佐冬”号赶来将她逮捕并回收机动装甲。夏里亚称这台机动装甲并非来自他们的世界。

## 制作
庵野秀明也参与了本集的制作，并负责部分剧本创作。他在X平台上通过凯乐工作室的官方账号透露，2022年11月设计本剧的剧情大纲时，“沙仑的玫瑰”是《机动战士高达》中的另一位角色，但到2023年7月第一版剧本成形时，整个剧情大幅调整，自此改成了拉拉·辛出场。本集的剧本主笔为榎户洋司，他主要创作了“佐冬”号舰内的全新剧情，而庵野秀明创作了另一个版本的剧本，之后由鹤卷和哉将两个版本剪接起来形成了当前的成品。

## 解说
本集围绕天手让叶被吉翁军俘虏展开故事。拉拉·辛这一角色最初于《机动战士高达》接近尾声的几集中短暂出场，但作为一个对后续系列作品产生深远影响的人物，她之后在电影《机动战士高达 逆袭的夏亚》、动画《机动战士高达UC》中分别以托梦或者灵魂的形式出现。在2015年开始上映的《機動戰士GUNDAM THE ORIGIN》系列剧场版动画中，采用对原版作品想象式拓展的形式，展现了拉拉·辛与夏亚·阿兹纳布尔之间的关系发展。本集也是拉拉·辛自2017年的网络动画《機動戰士GUNDAM Twilight AXIS》之后时隔8年再次在动画中登场。“沙仑的玫瑰”在犹太教和基督教中指向理想之乡，据说那里盛开的“沙仑的玫瑰”是纯洁的象征。庵野秀明透过凯乐工作室官方X账号透露，本集末尾打捞起“沙仑的玫瑰”时出场的數架吉翁军水陆两用机动战士是他拜托鹤卷和哉加上的。他表示考虑到当时场景的画面需要有水中作业的痕迹，而这些机动战士只是漂浮在水面上，肩膀以下部分可以省略，这样没有增加太多制作负担，因此建议导演在画面中采纳。
在本集结束后的预告片里，揭示了下一集的副标题为《尤玛恩托封锁》，同时也预告了本剧此前多次提及、在《机动战士高达》中也曾经出场的基连·扎比这一角色即将登场，其外形几乎与《机动战士高达》中的一样。此外还提及了以修复地球环境为名推进建造的太阳镭射系统，而疑似驾驶GFred的尼娅安以及壁咚玛秋的夏里亚也出现在了预告中。

### 对以往作品的致敬
在审问玛秋时，夏里亚·布尔作为新人类毫不迟疑的读取了玛秋的想法，而在《机动战士高达》中的夏里亚虽然能看透基连·扎比的内心，却刻意没有说破。本集开头出现了瑪秋駕駛GQuuuuuuX单独冲进大气层的段落，在《机动战士高达》中也有高达单机冲进大气层的桥段。本集里揭露的“沙仑的玫瑰”与《机动战士高达》中拉拉·辛驾驶的机动装甲MAN-08“艾尔美斯”外形高度相似，但在本剧中的设定是“一年战争时期吉翁公国军队未建成的机动装甲”。拉拉·辛所在的妓院“卡巴斯庄园”（カバスの館）出自富野由悠季撰写的高达系列外传小说《密会》。

## 宣传和播映
上一集末尾的预告中，出现了一位疑似拉拉·辛的人物。之后为了庆祝官方X账号的关注人数突破35万，制作方也公开了本集的先行画面，其中显示缠着绷带但依然充满活力的玛秋。
本集播出后，制作方也随之公开了与之相关的新角色以及机体信息。其中包括羊宫妃那声演的拉拉·辛以及分别为两位卡巴斯庄园女仆配音的小仓唯和菱川花菜。此外还有身着小森少尉私人服装的玛秋以及“沙仑的玫瑰”的真实形象。

### 电台播映与流媒体上架
2025年5月28日，播出方发布通知因前序节目《news zero》将延长5分钟播出，故本集播出时间推迟5分钟，于6月3日24:34开始播出。在美国则是6月4日太平洋时间上午9点、山地夏令时上午10点、中部夏令时上午11点、东部时间中午12点，在英国则是夏令时下午5点于Prime Video上架播出。6月6日（周五）22时起在包括万代频道、高达粉丝俱乐部、ABEMA、d动画商城、DMM TV、迪士尼+、FOD、Hulu、Lemino、Netflix、niconico频道、U-NEXT、アニメ放題、WOWOW点播、TELASA、J:COM STREAM、milplus等在内的各大在线平台依次上线播出。

## 评价与反响
本集在电视台播出后的当天凌晨时段，本剧相关的关键词纷纷登上社交平台趋势榜，一时包揽了前30名。随着本剧播出，角川Sneaker文库旗下高达系列小说也再次加印上架，包括小说《密会》、《机动战士高达》等作品。Anime News Network上本集的社区评分为4.3分（满分5），劳伦·奥尔西尼（Lauren Orsini）认为本集的剧情线索逐渐串联，充满量子力学般的不确定性，以对立元素构建故事，既基于过往高达系列又具原创性，角色塑造有成长，剧情展开引人期待。Bubbleblabber的戴维·卡尔多（David Kaldor）给本集打分7分（满分10分），表示这一集从玛秋视角展现其在之前事件后的处境，借神秘短信引她遇到拉拉·辛，揭示“沙仑的玫瑰”及另一拉拉的存在，虽保留原版人物关系内核，却以平行宇宙设定带来新差异，在紧凑剧情中为后续发展埋下伏笔。But Why Tho?的里奇·哈里珀萨德（Ridge Harripersad）为本集评分8分（满分10分），并认为第9集虽舍弃动作场面，却专注于世界观构建，引入系列人气角色，通过对拉拉·辛的多元呈现、地理线索的细致考据及角色理念冲突的刻画，在维持青少年向定位的同时提升战争背景下的故事张力，结尾更以悬念激发观众对后续剧情的期待。
漫画书资源网的上本集的评分为8分（满分10分），安杰洛·德洛斯·特里诺斯（Angelo Delos Trinos）认为本集虽以玛秋的角色成长和情感刻画为主，暂缺机动战士战斗场景，却通过揭示故事所处为平行宇宙、“沙仑的玫瑰”的真身等重磅设定，既推进角色弧光又深化系列世界观，成为兼具怀旧情怀与突破性的关键剧集。米澤崇史在电击ONLINE上发文提到本集里拉拉·辛所看到的所有世界里都是阿姆罗杀死了夏亚，这与《机动战士高达》的故事不同。同样他也注意到两位妓院的女仆中，瓦妮在设计上明显与堪察娜有着不同的个人经历。futaman的KUROHACHI（クロハチ）也注意到本集里出现的被称为“沙仑的玫瑰”的机动装甲上并没有在《机动战士高达》第41集《发光的宇宙》中被高达用光束军刀贯穿的痕迹，而玛秋所看到的沉睡于“沙仑的玫瑰”中的少女，其身着的驾驶服头盔也是完好无损的，因此认为这里出现的无论是机动装甲还是其中的人物都应该属于与《机动战士高达》不同的世界线。Gizmodo的詹姆斯·惠特布鲁克（James Whitbrook）认为这一集通过玛秋邂逅被迫在妓院工作的拉拉·辛，揭示其新人类能力可感知原版高达故事的过去，而真正的“沙仑的玫瑰”实为封存着另一个拉拉的机动装甲艾尔美斯，以平行时间线共存的设定深化系列混搭叙事，既致敬经典又为高达宇宙增添多元可能性。MechaAlliance的Aaron认为这一集以多元宇宙设定为核心，通过玛丘的经历和拉拉的跨时空感知，结合经典机甲艾尔梅斯的异常登场，打造出充满科幻冲击与剧情张力的叙事，虽人物情感刻画引发争议，但时空穿梭与平行世界的创意为系列注入了新鲜活力。
网站编辑企鹅真相（Penguin Truth）在OtakuRevolution发表评论称第9集虽未让主人公玛秋获得有意义成长，且拉拉·辛的妓院背景设定稍显暗黑，但以平行宇宙记忆与“沙仑的玫瑰”跨时空秘密为核心的剧情展开充满吸引力，整体叙事仍相当出色，同时埋下夏里亚·布尔的阴谋伏笔，令人期待后续发展。SCREENRANT的约书亚·福克斯（Joshua Fox）认为本集以玛秋逃脱并邂逅拉拉·辛为核心剧情，通过揭示“沙仑的玫瑰”及多元宇宙中另一个拉拉的存在，既延续原版角色的神秘与共情特质，又以颠覆性的多元宇宙设定重塑高达系列格局，成为兼具角色深度与系列革新意义的精彩一集。KUSATTEMOMIKAN（腐ってもみかん）在VirtualGorilla+上发表评论表示本集虽揭晓“沙仑的玫瑰”为酷似“艾尔美斯”的机动装甲并引入拉拉·辛这一角色，但对玛秋行动刻画缺乏主动性，新人类能力及角色设定的工具化倾向明显，且拉拉·辛的存在合理性与剧情关联性引发对作品原创性和深度的思考。

## 相关话题
《蜂蜜与四叶草》和《3月的狮子》等作品的作者、漫画家羽海野千花6月4日在自己的X账号上发布了本集新角色拉拉·辛的插画，并将其称为“我第一次喜欢上的动画中的美丽女孩”。参与本集制作的动画师芝田洸太郎也在社交平台上公开了拉拉·辛等角色的插图。由于玛秋进入GQuuuuuuX逃离“佐冬”号时并未穿着驾驶服，在冲进大气层时，GQuuuuuuX的驾驶舱中伸出了机械臂来替玛秋缓冲，这一幕被网友拿来以《勇氣爆發Bang Bravern》中的元素进行二次创作。这一创作最终引来《勇氣爆發Bang Bravern》导演大张正己的转发。

## 脚注